# Dorit Zinn
Dorit Gertrud Zinn (* 7. Mai 1940 in Dessau) ist eine deutsche Schriftstellerin. 

## Leben
Dorit Zinn wuchs in Dessau auf. 1958 wurde sie kurz vor dem Abitur aus politischen Gründen der Schule verwiesen (vgl. den autobiographischen Roman Ostzeitstory). Danach Bewährung in der Produktion und Ausbildung zur Medizinisch-technischen Assistentin. 1964 Flucht nach West-Berlin. Seit 1979 arbeitet Zinn als freie Autorin. Sie ist verheiratet und hat zwei erwachsene Söhne, darunter der Historiker Alexander Zinn, arbeitet und wohnt heute in Darmstadt.

## Werke
- Uta, Käse, Buttermarken, Jugendroman, Stuttgart 1987,
- Katharina die Kleine, Jugendroman, Stuttgart 1989,
- Mein Sohn liebt Männer, Erzählung, Frankfurt am Main 1992, auch in türkischer Übersetzung Oğlum erkekleri seviyor, ISBN 975-7836-10-9
- Mit fünfzig küssen Männer anders, Roman, Frankfurt am Main 1995,
- Küß keinen am Canale Grande, Roman, Frankfurt am Main 1997,
- Ostzeitstory, Roman, Frankfurt am Main 2003,
- Mein Sohn liebt Männer, Hamburg 2008, Überarbeitete und erweiterte Neuauflage der Ausgabe von 1992 mit einem Nachwort von Alexander Zinn